# Bambi Woods
Bambi Woods (Pierre, Dakota del Sur; 12 de julio de 1955 - desaparecida en 1986) fue una actriz pornográfica y estríper estadounidense, reconocida por ser la protagonista principal de la película pornográfica de 1978 Debbie Does Dallas. Su éxito meteórico en la Edad de Oro del porno y su posterior desaparición intrigó a escritores y periodistas de la industria, despertando el interés por su paradero y el mito sobre su encuentro con un destino sórdido (muerte por sobredosis) varios años después de su apogeo.

## Biografía
Woods fue conocida por su primer papel como el personaje epónimo de Debbie en la película pornográfica Debbie Does Dallas. Fotografías suyas vestida como una cowgirl y en pose sugerente fueron puestas en las marquesinas de los principales cines donde se estrenó. En los mismos carteles se calificó a Woods como una ex animadora de los Dallas Cowboys. Woods había intentado en la vida real entrar en el equipo, aunque sin conseguirlo. Woods insistió en que ninguna de sus experiencias previas fueron utilizadas en la historia, completamente ficticia.
Woods dijo que su entrada en la industria pornográfica fue arreglada por una amiga a quien le debía dinero. El productor y director de Debbie Does Dallas, Jim Clark, dijo que creó el nombre artístico de Bambi Woods en alusión al personaje de Disney: "No había ninguna razón real detrás de esto. Bambi... un ciervo. Sola. En el bosque".
Su carrera en la industria se produjo hacia el final de la Edad de Oro del porno, en un momento en el que no había leyes que exigieran la verificación obligatoria y el registro de las verdaderas identidades de los participantes. Incluso los nombres reales de los actores más prolíficos permanecieron desconocidos fuera de su profesión hasta décadas después, cuando circularon sus identidades. Aunque Woods aparentemente realizó Debbie Does Dallas como una acción para saldar la deuda que debía a su amiga, gastó todas sus ganancias, por lo que esta amiga hizo los arreglos para que se convirtiera en bailarina erótica, trabajando en diversos clubes para saldar la deuda incumplida.
Debbie Does Dallas se convirtió en un éxito comercial, y Bambi Woods fue agasajada para participar y bailar en diversos clubes nocturnos y discotecas de Nueva York, como el Plato's Retreat o el mítico Studio 54. Sin embargo, se encontraba angustiada cuando su popularidad llevó a que fuese conocida por sus más allegados, que no la reconocieron como actriz pornográfica. Muchos años más tarde, el legado cultural de Debbie Does Dallas seguía presente en la industria pornográfica, con un musical homenaje a la película y un reality pornográfico.
Dos años después de su debut, Bambi no había rodado más películas. No obstante, reapareció para rodar las dos secuelas de Debbie Does Dallas así como la cinta Swedish Erotica 12.

## Desaparición
Bambi Woods desapareció, en una fecha incierta, a mediados de los años 1980. Un artículo, publicado el 6 de febrero de 2005 por el periódico australiano The Age, afirmó que Woods habría muerto en 1986 de una sobredosis de drogas, sin que se investigaran las causas concretas de su fallecimiento. Dicha hipótesis fue apoyada en diversos medios. Su historia llegó a la televisión con el reportaje Debbie Does Dallas Uncovered, del canal británico Channel 4, que se emitió ese mismo año. En el metraje se intentó rastrear a su familia durante la década de 1990, y se contrató a un investigador privado que informó que Woods podría estar viva en el área de Des Moines (Iowa), y que deseaba no tener más participación ni publicidad por su carrera.
En 2007, el sitio web YesButNoButYes publicó una entrevista con una persona que afirmaba ser Bambi Woods, desmintiendo que su verdadero nombre fuera Debbie DeSanto o Barbara Woodson. La misma persona dijo que dejó la gran ciudad para trabajar como actriz, aunque tuvo que empezar realizando pequeños trabajos como cajera y reponedora en un supermercado antes de llegar a convertirse en el ídolo de Debbie Does Dallas. La entrevista no estuvo exenta de polémicas, pues el periodista que la hizo no pudo confirmar que el remitente de dichas informaciones, que no conoció en persona, sino que se comunicó por correo electrónico, fuera realmente Bambi Woods, aunque la revelación de pequeños detalles que tan sólo la propia Woods podría saber, hicieron pensar que era real.